# Coryphopteris andersonii
Coryphopteris andersonii är en kärrbräkenväxtart som beskrevs av Holtt. Coryphopteris andersonii ingår i släktet Coryphopteris och familjen Thelypteridaceae. Inga underarter finns listade.